# Almirante Latorre (Schiff, 1966)
Die Almirante Latorre (Kennung: DLH-14) war ein chilenischer Zerstörer der County-Klasse, der ursprünglich als Glamorgan (Kennung: D19) für die Royal Navy gebaut wurde. Das Schiff stand von 1966 bis 1986 in britischem und von 1986 bis 1998 in chilenischem Dienst. Es sank 2005 auf dem Weg zur Abwrackwerft.

## Geschichte
Die Glamorgan wurde 1966 bei Vickers-Armstrong in Newcastle upon Tyne gebaut. Sie war nach dem walisischen County Glamorgan benannt.

### Falklandkrieg
1982 nahm sie am Falklandkrieg teil. In der Nacht vom 14./15. Mai unterstützte sie gemeinsam mit der Broadsword den Angriff auf Pebble Island. Am 12. Juni wurde das Schiff bei einem Angriff durch eine von einem Lkw abgefeuerte Exocet schwer beschädigt. 13 Soldaten wurden getötet und mehrere zum Teil schwer verwundet. Reparaturmaßnahmen erfolgten noch auf See.
Nach dem Falklandkrieg nutzte die Royal Navy das Schiff 1985 als Schulschiff, bevor sie ein Jahr später außer Dienst gestellt wurde.

### Chilenische Marine
1986 wurde sie an die Marine Chiles als Almirante Latorre verkauft. Das Schiff stand von 1986 bis 1998 im Dienst der chilenischen Marine. Es sank am 11. April 2005 im Südpazifik auf dem Weg zum Abbruch (35° 58′ S, 77° 22′ W).